# 117581 Devinschrader
117581 Devinschrader este o planetă minoră (asteroid) din centura de asteroizi. A fost descoperită pe 4 martie 2005 la Mount Lemmon⁠(d) de Mount Lemmon Survey⁠(d). 
Obiectul prezintă o orbită caracterizată de o semiaxă mare de 2,3224868629249 UAi, o excentricitate de 0,18, o înclinație de 3,3 ° în raport cu ecliptica.